# Mons-en-Barœul
Mons-en-Barœul je severovzhodno predmestje Lilla in občina v severnem francoskem departmaju Nord regije Nord-Pas-de-Calais. Leta 1999 je naselje imelo 23.017 prebivalcev.

## Administracija
Občina Mons-en-Barœul se nahaja v kantonu Lille-Severovzhod, sestavnem delu okrožja Lille.